# Chronologie de la France rurale (1848-1945)
- 1848 - 23 avril : comme tous les Français, les paysans sont appelés aux urnes. Ils sont alors les plus nombreux en France.
- 1848 - 30 octobre : attention portée à l'enseignement agricole avec l'instauration d'un système à trois étages :
  - une ferme-école par département ;
  - quelques écoles régionales à la fois théoriques et pratiques ;
  - au sommet, l'Institut national agronomique.
- 1851 - décembre : « la province » tente de s'opposer au coup d'État du 2 décembre, du Morvan à l'Aquitaine et à la Provence.
- 1851-1881 : le solde migratoire négatif des campagnes s'élève à 1 175 000, soit une moyenne annuelle de plus de 71 000 départs, contre à peine 40 000 au cours des deux décennies précédentes. À cette date, la population rurale est à son maximum. Dans le même temps, la hausse du salaire réel est estimée à 27 %.
- 1866-1870 : l'empereur Napoléon III ordonne l'ouverture d'une grande enquête sur la situation générale et les besoins de l'agriculture.
- 1870 - mai : les campagnes et les petites villes donnent 7,5 millions de « OUI » au régime, contre 1,5 million de « NON » de Paris, Marseille, Lyon et autres métropoles.
- 1880-1881 : les lois sur l'enseignement achèvent l'alphabétisation du pays, et donc des campagnes.
- 1870-1895 : crise du phylloxera qui détruit le vignoble français.
- années 1880 : crise agricole.
- 1881 : la population agricole représente 51 % des actifs.
- 1881 - 14 novembre : création du ministère indépendant de l'Agriculture.
- 1884 : naissance de l'Union centrale des syndicats agricoles de France.
- 1907 : mouvement revendicatif des vignerons du Languedoc, mouvement d'origine économique.
- 1913 : le produit brut agricole de la France atteint 12 milliards de Francs, soit un quart de la production intérieure brut.
- 1918 : plus de 3 millions d'agriculteurs sont mobilisés, soit plus de 60 % des paysans recensés en 1911.
- 1931 : 49 % de la population française est rurale.
- 1936 : les socialistes qui accèdent au pouvoir élaborent la première politique agricole d'ensemble, qui tente de consolider l'exploitation familiale et d'organiser ses rapports avec le système économique global.
- 1937 - janvier : la nouvelle Fédération de l'agriculture déclare à son premier congrès 2 000 syndicats et 180 000 adhérents, soit 7 à 8 % des ouvriers agricoles.
- 1929-1935 : diminution moyenne de revenu de 50 %.

- 1940 - 2 décembre : la loi « relative à l'organisation corporative de l'agriculture » est promulguée. "La terre, elle, ne ment pas" (Maréchal Philippe Pétain).
- 1944 - janvier : les militants de la Confédération Générale de l'Agriculture clandestine publient le premier numéro de leur journal, La Résistance Paysanne. Ils s'efforcent de rassembler tous les agriculteurs dans la lutte contre les Allemands et ils jettent les bases de l'organisation professionnelle qui sera créée après la victoire.
- 1944 - 12 octobre : dissolution de la Corporation paysanne.